# Rezón
El término rezón denota un ancla pequeña.
En algunos países, se conoce con el nombre arpeo. Es de necesidad esencial en todas las embarcaciones de pesca para fondear en aquellos parajes donde se hallan los comederos o querencias de los peces, a cuyo efecto se echan los cabos o cuerdas convenientes de esparto o cáñamo.
Los rezones son de hierro y constan de cuatro garfios o ganchos contrapuestos, a modo de garabato, para que en el fondo claven precisamente dos de los cuatro con firmeza y mantengan la embarcación sobre un punto fijo, de modo que no pueda variar de sitio, sino por un movimiento circular según la longitud del cabo o cuerda que la sujeta.
También hay rezones que constan de tres uñas. 